# Поспеловское сельское поселение (Татарстан)
Поспеловское се́льское поселе́ние — муниципальное образование в Елабужском районе Татарстана Российской Федерации.
Административный центр — село Поспелово.

## История
Статус и границы сельского поселения установлены Законом Республики Татарстан от 31 января 2005 года № 22-ЗРТ «Об установлении границ территорий и статусе муниципального образования „Елабужский муниципальный район“ и муниципальных образований в его составе».

## Население
| 2010 | 2011 | 2012 | 2013 | 2014 | 2015 | 2016 |
| ---- | ---- | ---- | ---- | ---- | ---- | ---- |
| 724  | ↗725 | ↗756 | ↗810 | ↗863 | ↗876 | ↗890 |
| 2017 | 2018 |      |      |      |      |      |
| ↗923 | ↗944 |      |      |      |      |      |

## Состав сельского поселения
| № | Населённый пункт | Тип населённого пункта       | Население |
| - | ---------------- | ---------------------------- | --------- |
| 1 | Луговой          | посёлок                      |           |
| 2 | Мальцево         | село                         |           |
| 3 | Поспелово        | село, административный центр |           |